# 変更登記 (権利に関する登記)
変更登記（へんこうとうき）は日本における登記の態様の1つで、登記事項（不動産登記法2条6号参照）に変更があった場合にする登記である（同法2条15号）。本稿では不動産登記における権利に関する登記（同法2条4号参照）についての変更登記について説明する。登記された権利の登記事項などに変更があった場合、変更を第三者に対抗するためには登記が必要となる（民法177条）。

## 略語について
説明の便宜上、次のとおり略語を用いる。
法
不動産登記法（平成16年6月18日法律第123号）
令
不動産登記令（平成16年12月1日政令第379号）
規則
不動産登記規則（平成17年2月18日法務省令第18号）
記録例
不動産登記記録例（2009年（平成21年）2月20日民二500号通達）
区分地上権
民法269条の2に規定される地下又は空間を目的とする地上権

## 本稿で扱う権利
本稿では所有権・地上権・永小作権・地役権・先取特権・賃借権・採石権の変更登記について説明する。以下に掲げる権利の変更登記については、それぞれの参照先に掲げる項目を参照。
| 登記事項に変更があった権利           | 参照先                                  | 備考                                                                                         |
| ------------------------------------ | --------------------------------------- | -------------------------------------------------------------------------------------------- |
| 抵当権（根抵当権を除く。以下同じ。） | 抵当権変更登記                          | 0                                                                                            |
| 根抵当権                             | 根抵当権変更登記                        | 0                                                                                            |
| 買戻権                               | 買戻しに関する登記#買戻権変更・更正登記 | 0                                                                                            |
| 質権（根質権を除く。以下同じ。）     | 抵当権変更登記                          | 質権及び根質権については抵当権の規定の多くが準用されているからである（民法361条、法95条2項） |
| 根質権                               | 根抵当権変更登記                        | 同上                                                                                         |

また、以下の事例については、それぞれの参照先に掲げる項目を参照。
| 具体的事例                                                           | 参照先                       | 備考                                                                                         |
| -------------------------------------------------------------------- | ---------------------------- | -------------------------------------------------------------------------------------------- |
| 登記名義人の氏名・名称・住所（以下表示という）の変更                 | 登記名義人表示変更登記       | 0                                                                                            |
| 先取特権の順位を変更する登記                                         | 順位変更登記                 | 0                                                                                            |
| 所有権の登記名義人そのものの変更                                     | 所有権移転登記               | 0                                                                                            |
| 抵当権の登記名義人そのものの変更                                     | 抵当権移転登記               | 0                                                                                            |
| 根抵当権の登記名義人そのものの変更                                   | 根抵当権移転登記             | 0                                                                                            |
| 質権の登記名義人そのものの変更                                       | 抵当権移転登記               | 質権及び根質権については抵当権の規定の多くが準用されているからである（民法361条、法95条2項） |
| 根質権の登記名義人そのものの変更                                     | 根抵当権移転登記             | 同上                                                                                         |
| 地上権・永小作権・先取特権・賃借権・採石権の登記名義人そのものの変更 | 移転登記 (不動産登記)        | 0                                                                                            |
| 賃借権の先順位抵当権に対して優先する同意の登記                       | 民法第387条第1項の同意の登記 | 0                                                                                            |

## 所有権の変更登記
所有権の変更登記において変更できる登記事項は、権利の消滅に関する定め（不動産登記法59条5号）及び共有物分割禁止の定め（同条6号）である。
このうち、共有物分割禁止の定めを新設及び廃止する登記については、共有物分割#分割禁止の定めを参照。権利の消滅に関する定めの新設・変更・廃止の登記及び共有物分割禁止の定めの変更の登記については、記録例や書式解説にも記載はなく、詳細は不明である。

## 所有権以外の変更登記

### 概要
登記事項を新設・変更・廃止した場合に変更登記をすることになる。原則として変更の形態は自由であるが、絶対的登記事項（例えば、地上権の登記における、地上権設定の目的。法78条1号参照。）の廃止の登記はすることができないほか、法令により以下の制限がある。
地上権及び賃借権につき、借地借家法の適用を受けようとするためには、その範囲内で変更をしなければならない。また、永小作権の存続期間に関する規定（民法278条）、賃借権の存続期間に関する規定（民法604条）、採石権の存続期間に関する規定（採石法5条及び6条）に反する定めをすることはできない。
一般の先取特権及び不動産保存の先取特権につき、債権額を増額する変更登記はすることができない（書式解説2-77頁）。不動産工事の先取特権につき、債権額（工事費用の予算額。法85条。）を増額する変更登記は、工事を始める前にしなければならない（民法338条参照）。
地上権を区分地上権に変更する登記はすることができる（1966年（昭和41年）11月14日民甲1907号通達5、記録例264）。また、区分地上権を普通の地上権に変更する登記もすることができる（記録例265）。

### 登記申請情報（一部）
登記の目的（令3条5号）は、「登記の目的 1番地上権変更」（記録例261）や「登記の目的 1番付記1号転借権変更」（記録例308）のように記載する。なお、変更登記を付記登記でする場合（後述）、「登記の目的 1番永小作権変更（付記）」とするべきであるとする書式もある（書式解説1-765頁）。
登記原因及びその日付（令3条6号） は、原則として変更契約の成立日を日付として「原因 平成何年何月何日変更」のように記載する（記録例274等）。これによらない例は、以下のとおりである。
| 変更される権利   | 具体的事例                             | 原因の記載例                                        | 記録例の番号 | 備考                                                             |
| ---------------- | -------------------------------------- | --------------------------------------------------- | ------------ | ---------------------------------------------------------------- |
| 地上権又は賃借権 | 借地借家法4条の規定による借地権の更新  | 「原因 平成何年何月何日借地借家法第4条による更新」  | 303          | 0                                                                |
| 地上権又は賃借権 | 借地借家法5条の規定による借地権の更新  | 「原因 平成何年何月何日借地借家法第5条による更新」  | 303          | 0                                                                |
| 地上権又は賃借権 | 借地借家法7条の規定による期間の延長    | 「原因 平成何年何月何日借地借家法第7条による延長」  | 304          | 0                                                                |
| 採石権           | 採石法19条1項の決定に基づく変更        | 「原因 平成何年何月何日更新決定」                   | 318          | 決定書（採石法30条・20条参照）に記載された変更日が原因日付となる |
| 先取特権         | 債務者についての重畳的債務引受         | 「原因 平成何年何月何日重畳的債務引受」             | 402参照      | 0                                                                |
| 先取特権         | 債務者についての免責的債務引受         | 「原因 平成何年何月何日免責的債務引受」             | 401参照      | 0                                                                |
| 先取特権         | 債務者についての債務者の交替による更改 | 「原因 平成何年何月何日債務者更改による新債務担保」 | 405参照      | 0                                                                |

なお、先取特権の債務者につき、相続又は合併があった場合の記載の例については、抵当権変更登記#相続・合併・表示変更を参照。論点は同じである。
変更後の事項（令別表25項申請情報・令別表36項申請情報）は、登記事項を新設する変更の場合、「追加する事項 特約 譲渡、転貸ができる」のように記載し（記録例308参照）、従前の登記事項の変更の場合、「変更後の事項 存続期間 平成何年何月何日から何年」のように記載し（記録例302）、登記事項を廃止する変更の場合、「変更後の事項 承務地の所有者は地役権行使のための工作物の設置又はその修繕の義務を負う旨の特約の廃止」のように記載する（記録例282・不動産登記実務総覧下巻-1318頁参照）。
先取特権の債務者についての重畳的債務引受の場合、「追加する事項 連帯債務者 何市何町何番地 A」のように記載する（記録例402参照）。
なお、登記事項を新設する変更の場合でも「追加する事項」ではなく「変更後の事項」とする書式もある（書式解説1-812頁）。
登記申請人（令3条1号）は、登記記録上直接に利益を受ける者を登記権利者とし、直接に不利益を受ける者を登記義務者として記載する。各権利の登記名義人か各権利を設定等した者（不動産の所有権登記名義人等）があてはまるが、その振り分けは以下のとおりである。
- 各権利の登記名義人に不利な場合その者を登記義務者とし、各権利を設定等した者を登記権利者とする。具体的には、債権額の減額変更や存続期間の延長などである。
- 各権利を設定等した者に不利な場合はその者を登記義務者とし、各権利の登記名義人を登記権利者とする。具体的には、債権額の増額変更や存続期間の短縮などである。

なお、法人が申請人となる場合、以下の事項も記載しなければならない。
- 原則として申請人たる法人の代表者の氏名（不動産登記令3条2号）
- 支配人が申請をするときは支配人の氏名（一発即答14頁）
- 持分会社が申請人となる場合で当該会社の代表者が法人であるときは、当該法人の商号又は名称及びその職務を行うべき者の氏名（2006年（平成18年）3月29日民二755号通達4）。

ただし、先取特権につき債務者の変更の場合は必ず先取特権者を登記権利者とし、先取特権の目的たる権利の名義人を登記義務者とする。有利・不利の判断がつきにくいからである。
添付情報（規則34条1項6号、一部）は、登記原因証明情報（法61条・令7条1項5号ロ）、登記義務者の登記識別情報（法22条本文）又は登記済証及び、不動産の所有権登記名義人（各権利を設定等した者が該当しうる）が登記義務者となる場合で債務者の変更（債務者の交替による更改を含む。書式精義中巻-1132頁参照。）以外の場合は登記義務者の印鑑証明書（令16条2項・規則48条1項5号及び規則47条3号イ(1)、令18条2項・規則49条2項4号及び48条1項5号並びに47条3号イ(1)）である。法人が申請人となる場合は更に代表者資格証明情報（令7条1項1号）も原則として添付しなければならない。
一方、書面申請の場合であっても、上記の場合以外は登記義務者の印鑑証明書の添付は原則として不要である（令16条2項・規則48条1項5号、令18条2項・規則49条2項4号及び48条1項5号）が、登記義務者が登記識別情報を提供できない場合には添付しなければならない（規則47条3号ロ及びハ参照）。
変更登記を付記登記でする場合、利害関係人が存在するときはその承諾が必要であり（法66条）、承諾証明情報が添付情報となる（令別表25項添付情報ロ）。この承諾証明情報が書面（承諾書）である場合には、原則として作成者が記名押印し、当該押印に係る印鑑証明書を承諾書の一部として添付しなければならない（令19条）。この印鑑証明書は当該承諾書の一部であるので、添付情報欄に「印鑑証明書」と格別に記載する必要はなく、作成後3か月以内のものでなければならないという制限はない。
先取特権についての免責的債務引受の場合、債権者の承諾が必要であるときがあるが、債権者は登記権利者として必ず登記申請に参加するので、承諾証明情報の添付は不要である。
地役権についての範囲の変更登記の場合で、変更後の範囲が承役地の一部であるときには地役権図面の添付を要する（令別表36項添付情報ロ）。また、地役権についての変更の場合で、要役地が承役地と異なる登記所の管轄区域内にある場合、当該要役地の登記事項証明書を添付しなければならない（令別表36項添付情報ハ）。この登記事項証明書は作成後3か月以内のものでなければならないという制限はないが、新しいものが望ましいとされている（逐条登記令-255頁）。
登録免許税（規則189条1項前段）は原則として、不動産1個につき1,000円を納付する（登録免許税法別表第1-1(14)）。
先取特権につき債権額を増額する変更登記の場合には、増加した債権額の1,000分の4である（登録免許税法12条1項・同別表第1-1(5)）。ただし、共同担保にある数個の先取特権について当該変更登記を行う場合、登録免許税法13条2項の減税規定が準用される（1968年（昭和43年）10月14日民甲3152号通達1参照）。よって、変更登記が最初の申請以外の場合で、前の申請と今回の申請に係る登記所の管轄が異なる場合、登記証明書（登録免許税法施行規則11条、具体的には登記事項証明書である）を添付すれば（管轄が同じなら添付しなくても）、当該変更登記に係る権利の件数1件につき1,500円となる（登録免許税法13条2項）。この場合、登記申請情報に減税の根拠となる条文を「登録免許税 金1,500円（登録免許税法第13条第2項）」のように記載しなければならない（規則189条3項）。

## 登記の実行

### 通則
変更登記は原則として付記登記で実行される（規則3条2号柱書）。ただし、利害関係人が存在するときでその承諾が得られない場合は主登記で実行される（記録例263）。
なお、登記官は、変更の登記をするときは、変更前の事項を抹消する記号を記録しなければならない（規則150条）。ただし、登記事項を追加する場合（重畳的債務引受など）は除く。

### 地役権の特例
地役権の変更登記につき、申請情報と併せて地役権図面の提供があり、当該申請に基づく登記をした場合、登記官は地役権図面に番号を付し、当該図面に当該申請の受付年月日及び受付番号を記録しなければならない（不動産登記規則86条1項）。
承役地に地役権の変更の登記をした場合、登記官は要役地について職権で、不動産登記規則159条1項各号に掲げる事項についての変更の登記をしなければならない（不動産登記規則159条3項）。登記事項については地役権設定登記#要役地を参照。
ただし、要役地が他の登記所の管轄区域内にある場合、当該他の登記所に遅滞なく、承役地の表示・要役地の表示・地役権の変更の登記原因及その日付並びに地役権の目的又は範囲の変更の場合は目的又は範囲・地役権の変更登記申請の受付年月日を通知しなければならない（不動産登記規則159条4項、不動産登記事務取扱手続準則（2005年（平成17年）2月25日民二第456号通達）118条8号・同別記77号様式）。通知を受けた登記所の登記官は遅滞なく、要役地の登記記録の乙区に変更に関する事項を記録しなければならない（不動産登記規則159条5項）。
この通知書の様式は以下のとおりである。